# Herbert Green
Herbert (Bert) Sydney Green (Ipswich, 17 de dezembro de 1920 — Adelaide, 16 de fevereiro de 1999) foi um físico britânico.
Foi aluno de doutorado do Nobel de Física Max Born na Universidade de Edimburgo, com quem envolveu-se no desenvolvimento da moderna teoria cinética. Detém a letra G na hierarquia BBGKY.

## Vida
Nascido em Ipswich, com doutorado pela [[Universidade de Edimburgo]] em 1947, com a tese A Unitary Quantum Electrodynamics.

## Carreira
De 1951 até falecer em 1999, Green lecionou Física matemática na Universidade de Adelaide, Austrália.

## Obras
- H.S. Green, Information Theory and Quantum Physics: Physical Foundations for Understanding the Conscious Process, Springer, 2000, ISBN 3-540-66517-X.